# Requena (Espagne)
Pour les articles homonymes, voir Requena.
Requena (en valencien et en castillan) est une commune de la province de Valence, dans la Communauté valencienne, en Espagne. Elle est située dans la comarque de Requena-Utiel et dans la zone à prédominance linguistique castillane. Sa population s'élevait à 21 066 habitants en 2013.

## Géographie
La commune s'étend pour une grande partie depuis le bassin supérieur de la rivière Magro et est la plus grande commune de la Communauté valencienne en superficie.

Localisation de Requena
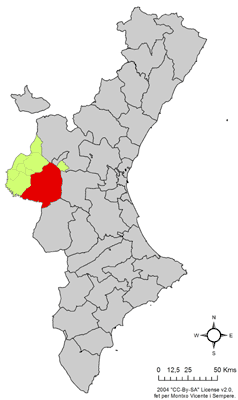
dans la Communauté valencienne.
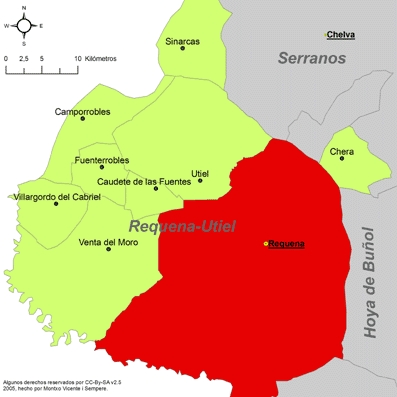
dans la comarque de Requena-Utiel.

### Localités limitrophes
Le territoire communal de Requena est voisin de celui des communes suivantes :
Utiel, Caudete de las Fuentes, Venta del Moro, Cofrentes, Cortes de Pallás, Yátova, Buñol, Siete Aguas, Chera, Loriguilla, et Chelva toutes situées dans la province de Valence.

## Démographie
| 12.029 | 14.457 | 16.236 | 17.658 | 18.818 | 17.650 | 19.422 | 20.253 | 18.933 | 17.840 | 18.152 | 17.014 | 19.092 | 20.046 | 20.216 |

## Administration

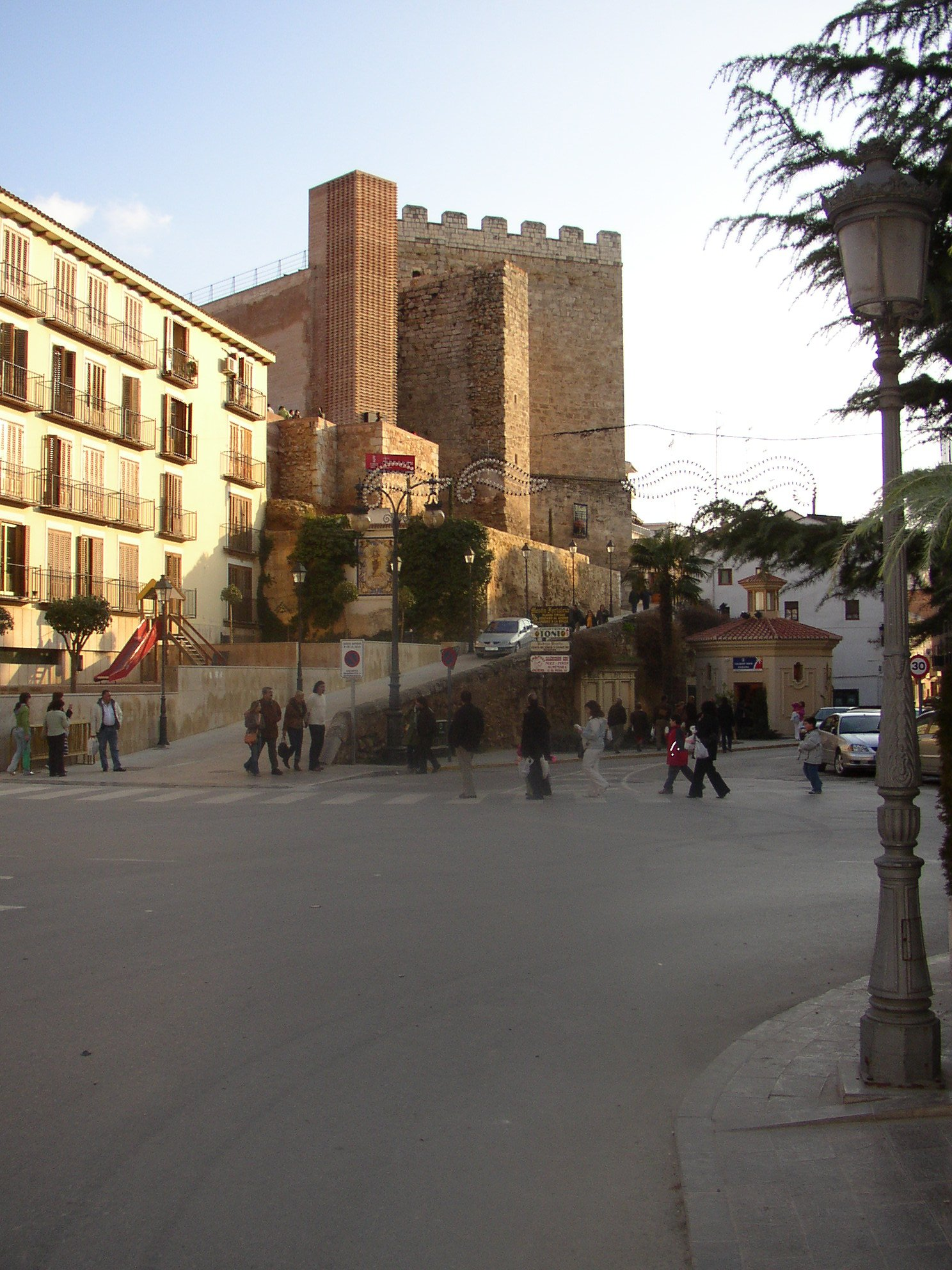
La forteresse de Requena

Liste des maires, depuis les premières élections démocratiques.
| Législature | Nom du Maire                                     | Parti politique |
| ----------- | ------------------------------------------------ | --------------- |
| 1979-1983   | Tomás Berlanga                                   | UCD             |
| 1983-1987   | Tomás Berlanga / Mercedes Peris                  | Indépendants    |
| 1987-1991   | Antonio Monteagudo Lujan                         | PSPV-PSOE       |
| 1991-1995   | Antonio Monteagudo Lujan / Flor Mercedes Cebrián | PSPV-PSOE       |
| 1995-1999   | Mª Enma Iranzo Martín                            | PP              |
| 1999-2003   | Mª Enma Iranzo Martín                            | PP              |
| 2003-2007   | Adelo Montés Diana                               | PSPV-PSOE       |
| 2007-2011   | Adelo Montés Diana                               | PSPV-PSOE       |
| 2011        | Javier Berasaluce Ramos                          | PP              |

## Patrimoine
- Henri Déchanet (1930-2019), artiste peintre installé à Requena où le centre d'art San Francisco conserve un fonds important de son œuvre.

### Sources
- (es) Cet article est partiellement ou en totalité issu de l’article de Wikipédia en espagnol intitulé « Requena » (voir la liste des auteurs).